# 早安特快、晚安特快

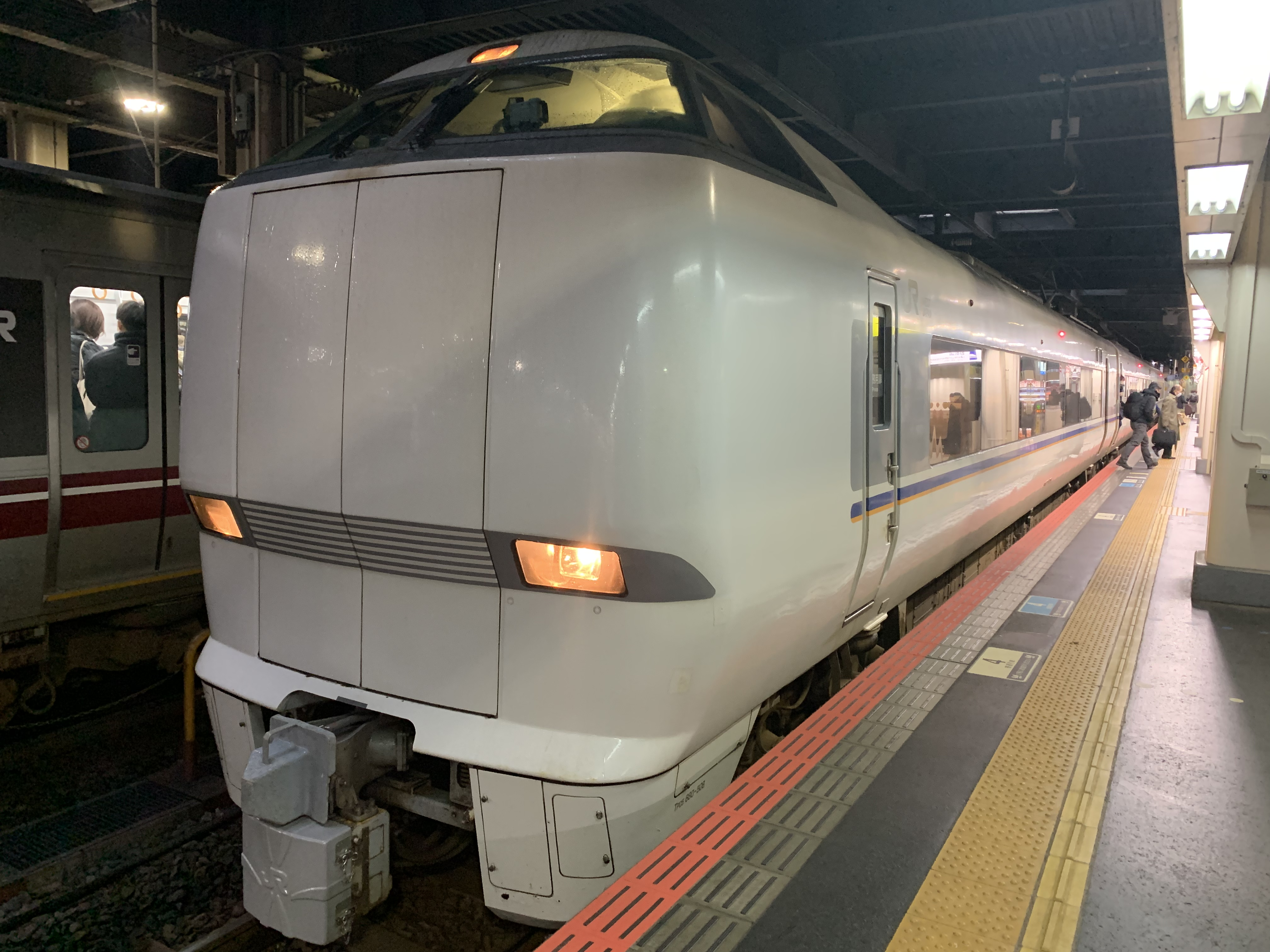
在金澤站停靠的JR西日本681系特急列車「早安特快」(2022年12月

早安特快（おはようエクスプレス）和晚安特快（おやすみエクスプレス），是西日本旅客鐵道（JR西日本）一種主要以金澤站為中心運行的特別急行列車（特急列車）班次名稱。

## 運行概要
早安特快和晚安特快於2003年開始營運。初期是把原本不提供載客服務的回廠列車班次改為提供載客的形式運作，及後成為正式班次。（相反方向的班次則是特急Thunderbird的班次）列車方面，初期使用485系運作，後來隨著北陸本線的新一代特急主力列車投入服務而採用681系和683系。
以下各名稱的運行區間：
- 早安特快：
北陸本線：福井站～富山站
北陸本線：泊站～福井站
七尾線：七尾站～金澤站
- 晚安特快：
北陸本線：金澤站～福井站

### 停車站
北陸本線（早安特快、晚安特快共通）
福井站 - 芦原温泉站 - 大聖寺站 - 加賀温泉站 - 小松站 - 金澤站 - *津幡站 - 石動站 - 高岡站 - *小杉站 - 富山站 - 滑川站 - 魚津站 - 黑部站 - 入善站 - 泊站
- 標示為"*"的車站，津幡站為往富山站才停車，小杉站為往金澤站才停車。

七尾線（晚安特快至金澤站）
七尾站 - 良川站 - 羽咋站 - 高松站 - 宇野氣站 - 金澤站
除了上述以外，通勤時段的「Thunderbird」、「雷鳥」、「白鷺」、「北越」、「白鷹」等列車增加停車站以因應通勤、通學的需要。